# Пічкур Євген Анатолійович
Євген Анатолійович Пічкур (*30 серпня 1979, Жовті Води) — український футболіст, півзахисник.

## Біографія
Народився 30 серпня 1979 року в місті Жовті Води.
Коли Пічкур вчився у першому класі, його дядько привів Євгена до місцевої футбольної секції, з якою юний футболіст пройшов усі місцеві юнацькі команди.
Дорослу кар'єру розпочав в аматорській команді «Металург» (Орджонікідзе). На початку 2003 року був запрошений до друголігового клубу «Олімпія ФК АЕС», проте не зміг стати основним гравцем і знову повернувся до аматорських команд.
На початку 2006 року підписав контракт з друголіговим «Гірником» (Кривий Ріг), а вже влітку того ж року перебрався до суперника «Енергії» по групі Б другої ліги ПФК «Олександрії», яка зайняла друге місце і здобула право наступного сезону виступати у першій лізі.
Проте заграти в олександрійському клубі Пічкур не зумів і на початку 2007 року перейшов до іншої першолігової команди — «Кримтеплиці», в якій став основним гравцем і провів два роки.
На початку 2009 року «Таврія» підписала з Пічкуром контракт на два роки підписала, але після зборів було оголошено, що Євген має проблеми зі здоров'ям. Тому Пічкуру довелося терміново шукати команду, і в березні 2009 року Євген став гравцем чернігівської «Десни». Після матчу чемпіонату з луцькою «Волинню» Пічкур та В'ячеславу Шарпару зателефонував Віталій Кварцяний і запросив на збори, після яких влітку 2009 року футболісти підписали трирічні контракти з луцькою командою.
В першому ж сезоні за нову команду Пічкур став основним гравцем «Волині» і допоміг клубу після п'яти років повернутись до Прем'єр-Ліги. 18 липня 2010 року дебютував у Прем'єр-лізі в матчі проти «Дніпра» Дніпропетровськ, який завершився поразкою 0:2.
В подальшому залишався основним гравцем «волинян», поки в кінці 2011 року у відставку не було відправлено головного тренера команди Віталія Кварцяного. Новий тренер команди Анатолій Дем'яненко не бачив Пічкура в складі команди і за наступні півроку півзахисник лише тричі виходив на поле, тому після завершення сезону 2011/12 на правах вільного агента покинув «Волинь» і в червні 2012 року він був запрошений Віталієм Кварцяним у «Кривбас», проте після звільнення тренера 12 липня 2012 року, Пічкур покинув Кривий Ріг і підписав контракт з «Ворсклою».
В Полтаві стати гравцем основного складу місцевої команди Пічкуру не вдалося і вже 14 вересня 2012 року, після того як «Ворсклу» залишив наставник команди Вадим Євтушенко, який свого часу запросив гравця до Полтави, було повідомлено про завершення співпраці «Ворскли» з Пічкуром.
Новим клубом досвідченого 33-річного півзахисника став першоліговий ПФК «Олександрія», за який Пічкур вже виступав у середині 2000-х і до якого повернувся в статусі вільного агента на початку 2013 року. Протягом року зіграв за команду 30 іграх в усіх турнірах і забив 2 голи, а завершив професіональну кар'єру у харківському «Геліосі», де провів другу частину сезону 2013/14. Надалі грав за аматорські команди «Агрофірма П'ятихатська», «Буча» та «Колос» (Зачепилівка).

## Досягнення
- Срібний призер чемпіонату України в першій лізі: 2010